# 야자당

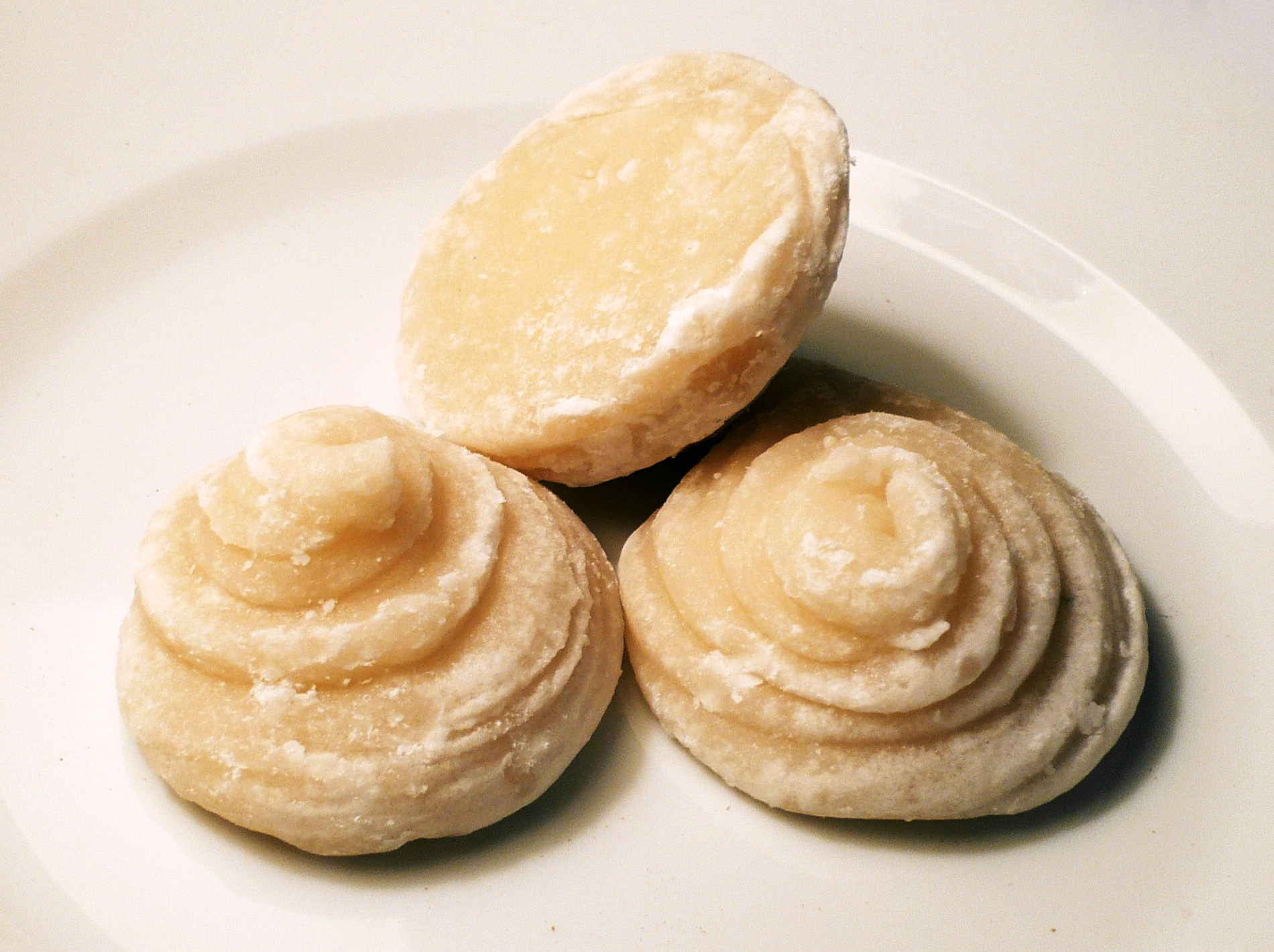
야자당

야자당(椰子糖, 영어: palm sugar 팜 슈거[*]) 또는 종려당(棕櫚糖)은 다라수, 대추야자, 니파야자, 사탕야자, 코코야자 등 종려과에 속하는 야자나무의 수액을 끓여 얻은 설탕이다. 사탕수수당이나 단풍당, 사탕무당 등과 구분된다.

## 종류
- 니파야자당
- 다라야자당
- 사탕야자당
- 대추야자당
- 코코야자당

## 같이 보기
- 단풍당
- 사탕무당
- 사탕수수당
- 재거리